# Double Trouble〜ダブル・トラブル〜
「ダブル・トラブル」(Double Trouble) はログザンヌ・シーマン、キネ・ルドヴィクセン、オラヴ・フォサエムによって作曲されジャッキー・チュンによって歌われ彼のアルバム「プライベート・コーナー」に収録された曲。同曲とアルバムはアンドリュー・トゥアソンによってプロデュースされた。「ダブル・トラブル」の歌詞は香港のソングライター、ケニー・ソーによって広東語に訳された。

## 作曲と歌詞
この曲は、クラシックな ビッグ バンド|ビッグ バンド ジャズ、スイング ミュージック|スイング スタイルでアレンジされており、アップビートなテンポと スタッカート のメロディーを区切る広東語の歌詞が特徴です。この曲は、歌手がギャングと接触し、対立する物語が展開するにつれて、前途に不気味な危機感を表現する、揺れるリズミカルなグルーヴを備えています。彼は最終的に逃走を果たし、逃げます。新しいスタイルを説明するために「カントージャズ」という言葉を作りました。

## 香港音楽チャート
「ダブルトラブル」は2010年4月の香港HMVセールスチャートにおいて一位を獲得した。同曲を収録したアルバム「プライベートコーナー」は香港のHMVセールスチャートで13週連続一位を記録した 。

## ビデオ
アジアでジャッキー・チュンのアルバム「プライベート・コーナー」が200,000枚の売り上げを記念したパーティーがユニバーサルミュージックによって開催された際に、ジャッキー・チュンが「ダブル・トラブル」のミュージックビデオを香港ドル500,000を払い、自費で製作した。ミュージックビデオはシャ・ヤン・カンが指揮をとった。中国のモデル、ドゥ・ジュアンがビデオに登場している。

## ライブパフォーマンス
チュンは4月30日に香港ジョッキークラブにて「プライベート・コーナーミニコンサート」を行い、「ダブル・トラブル」を披露した。このコンサートは「プライベート・コーナー　ミニコンサートDVD」 として2010年7月23日に発売された。
ジャッキー・チュン・1/2センチュリーツアーが2011年の大晦日に上海から始まった。「ダブル・トラブル」はそのコンサートの中でも注目を集めた曲であった。チュンは「ダブル・トラブル」にて歌とダンスを２５人のミュージシャンと１８人のダンサーと披露したからである。同曲の最後ではチュンがセットのヘリコプターに乗ってステージを離れるパフォーマンスが行われた。ツアーは2012年の5月に幕を閉じた。公演数は146回であった。
2012年にコンサートで演奏された「ダブル・トラブル」はジャッキー・チュンの1/2センチュリー・コンサート・ライブ CD&DVDに収録され、2013年月１９日に発売された。
「ダブル・トラブル」はTVBのジェイド・ソリッド・ゴールド・ベストテン・ミュージック・アワードのオープニングプロダクションナンバーとして、多数の人気香港アーティスト達によって演奏された。
「ダブル・トラブル」は、2023年6月8日にマカオのベネチアン・コタイ・アリーナで開幕したジャッキー・チュンの60+ツアーの特集曲です。この曲は、レトロなキャバレーの背景、オーケストラ、20人のダンスチームの振り付けを備えた新しいプロダクションセットを持ち、彼自身のフットワークが特徴です。

## ミス・ユニバース・チャイナ
ライブバンドが2013年の9月28日に上海で行われ、ミス・ユニバース・チャイナで「ダブル・トラブル」が演奏された。